# Теренс О'Шогнессі
Теренс О'Шогнессі (англ. Terrence J. O'Shaughnessy; нар. 1964/1965) — американський воєначальник, генерал Повітряних сил США (2014), командувач Північного командування ЗС США та НОРАД (з травня 2018 до серпня 2020 року). Також командував Тихоокеанським командуванням ПС та 7-ю повітряною армією США. Учасник війни в Афганістані.

## Біографія
О'Шогнессі народився в канадському Норт-Бей, Онтаріо. 1968 році сім'я переїхала до Фреймінггама, штат Массачусетс. 1986 році завершив навчання в Академії ПС США. Командував ескадрильєю, групами та авіакрилами, включаючи 35-те винищувальне крило на авіабазі Місава, Японія, 613-м аерокосмічним центром на авіабазі Гіккам, Гаваї, та 57-м крилом на авіабазі Нелліс, Невада.
О'Шогнессі займав посаду директора з питань операцій Тихоокеанського командування США, відповідального за спільні операції в регіоні, що охоплює більше половини земної кулі та 36 країн. Надалі О'Шогнессі перебував у посаді заступника директора J5 Об'єднаного штабу з питань військово-політичних справ в Азії, де він здійснював регіональне планування та політику в Азіатсько-Тихоокеанському та Центрально-азійському регіонах. У подальшому був заступником командуючого Командуванням ООН у Кореї; заступником командувача силами США в Кореї; командувачем повітряного компоненту Об'єднаних сил Республіки Корея/США; і командувач 7-ї повітряної армії та Тихоокеанськими ПС.
О'Шогнессі — бойовий льотчик винищувальної авіації, який має понад 3000 годин нальоту на літаках типу F-16, включаючи 168 бойових годин.